# PTPRJ
PTPRJ o Receptor-type tyrosine-protein phosphatase eta, es un gen que codifica una proteína  miembro de la familia de proteínas tirosina fosfatasa (PTP). Las PTPs son conocidas por ser moléculas de señal que regulan varios procesos celulares incluyendo crecimiento celular, diferenciación, mitosis y transformación oncogénica. Tiene una región extracelular que contiene 5 fibronectinas tipo III(fibronectina) repetidas, una región transmembrana y un dominio citoplásmico catalítico. Está presente en las células de la línea hematopoyética (hematopoyesis). Su expresión está regulada negativamente por la rutas/vías de señalización activadas por receptores de células T(linfocito T).
Localizado en el cromosoma 11.
| Base de datos | Referencia    |
| ------------- | ------------- |
| ENSEMBL       | SG00000149177 |
| UniProt       | Q12913        |